# Салемские вампиры (фильм)
«Салемские вампиры» (англ. Salem's Lot), также можно встретить перевод «Салемов удел» или «Участь Салема» — американский телевизионный фильм ужасов 1979 года Тоуба Хупера, снятый по роману Стивена Кинга «Жребий Салема».

## Сюжет
В Гватемале в церкви мужчина и юноша наливают во фляги святую воду. Внезапно одна фляга начинает сиять, и мужчина произносит: «Они снова нас нашли, ещё один нашёл нас». Юноша отвечает ему: «Мы должны идти дальше», но мужчина отвечает: «Не сейчас»…
В маленький городок Салем-Лот приезжает известный писатель Бен Мейерс, который является мужчиной из начала фильма. Бен хочет переехать в дом Марстена на холме, но выясняется, что этот дом уже купили приезжие бизнесмены Ричард Стрейкер и Курт Барлоу.
По приезде в город Бен знакомится в парке с девушкой по имени Сьюзен Нортон, и между ними сразу возникают взаимные чувства. Также Бен навещает своего школьного учителя Джейсона Берга, с которым они договариваются о встрече в ресторане. Бен рассказывает учителю, что приехал в Салем-Лот не случайно, он хотел написать свой новый роман и самое главное победить страх перед домом Марстена на холме. Бен считает, что дом Марстена одержим темными силами, в детстве Бен зашёл туда и увидел живого мертвеца.
Двое братьев Ден и Ральф Глики, идут поздно вечером домой, Ральф из-за ветра и тумана сбивается с пути, и неожиданно появляется чёрная фигура и утаскивает его. Келли Филлипс дальнобойщик, подозревает свою жену в измене с её сотрудником Ларри. Келли обманывает жену, говорит ей, что уезжает, но договаривается с другом Майком Рейнсоном, чтобы тот отвез груз за него, Келли берет ружье и обнаруживает жену с любовником в кровати, пугает Ларри и избивает жену. Выбежавшего на улицу Ларри утаскивает чёрная фигура. Майк с Недом Тиббетсом отвозят груз в дом Мартсона по заказу Ричарда Страйкера. Нед замечает, что от ящика разит холодом. Доставив груз, Майк замечает, что его собака зарезана. Пока Бен и Сьюзан разговаривают у озера, Бен замечает машину и там находится труп Ларри Крокетта.
Денни ночью стучится в окно его младший брат Ральф, но Ральф уже не такой каким был раньше: он стал бледным, его глаза стали стеклянными и выросли клыки, Ральф кусает Денни в шею. Найдя его в бессознании, Денни кладут в больницу, но на следующую ночь Ральф снова приходит к брату, но на этот раз убивает его. Бен начинает понимать, что в городе начали твориться жуткие вещи. Бен решает сходить на похороны Денни. После того, как все уехали, Майк Рейнсон закапывает гроб, но из-за приступа странного любопытства решает заглянуть туда. Когда он его открывает и видит мертвого Денни, тот внезапно открывает глаза и кусает Майка в шею.
В ресторане Бен и мистер Берг общаются по поводу дома Марстена, но внезапно появляется Майк и говорит, что болен. Мистер Берг просит Майка переночевать у него дома. К Марку Петри (юноша в начале фильма, лучший друг Денни) ночь стучится в окно Денни. Он просит открыть окно, чтобы зайти, но Марк достает крест, и Денни уходит. Бену звонит Джейсон Берг, и просит приехать к нему. Писатель приезжает. Берг показывает спальню, где лежит Майк, у него на рубашке кровь, нет пульса и следы зубов на шее. Берг предполагает, что Майк вампир.
Когда Бен возвращается к себе в съемную квартиру, его избивает Нед, бывший парень Сьюзен, и Бен попадает в больницу, а Нед — в тюрьму. Ночью дверь камеры Неда открывается сама собой, и появляется чёрная фигура вампира.
Джейсон Берг заходит в спальню Майка и видит, что тот изменился, он стал бледным и у него выросли клыки. Майк говорит Бергу: «Посмотри на меня! Посмотри на меня!». Но Берг отвечает: «Нет! Убирайся отсюда!». Майк в ответ: «Ты будешь спать среди мертвецов». Берг достаёт крест, и Майк выпрыгивает из окна, исчезнув. У Берга случается сердечный приступ, и он умирает. Бен осознает, что в городе всё меньше обычных людей и всё больше вампиров. К семье Петри в гости приходит отец Каллахэн. Когда все сели за стол, из окна ворвалась та чёрная фигура, и это и есть главный вампир — Курт Барлоу. Вместе с ним приходит Ричард Стрейкер. Вампир убивает родителей Марка, Стрейкер говорит отцу Каллахэну, чтобы он посмотрел в глаза вампира, иначе тот убьет мальчика. Святой отец соглашается и погибает, а Марк желает отомстить вампиру. Отец Сьюзен и Бен навестили умершую мать Денни, пока мистер Нортон пошёл звонить. Внезапно женщина ожила, теперь она вампир. Бен сделал из двух палочек крест, прислонил его ко лбу женщины, та, рыча, испаряется. Бен решает убить главного вампира, он уверен, что монстр обитает в доме Марстена.
Марк тоже хочет убить вампира и идет в зловещий особняк, но его замечает Сьюзен и решает проследить за ним. Марка оглушает Стрейкер, который затем похищает Сьюзен. Мистер Нортон и Бен приходят в дом Марстена, там они замечают оглушенного Марка. Когда Марк приходит в себя, Стрейкер убивает мистера Нортона и пытается напасть, но Бен расстреливает его из пистолета. После Бен и Марк находят гроб вампира (это и есть груз Келли, который привез Майк с Недом), Бен вонзает кол в сердце вампира, и тот умирает. Бен и Марк поджигают дом Марстена и уезжают из города. К горящему дому подходят все жители города, теперь они не люди, а вампиры.
Фильм возвращается к началу повествования, Бен и Марк возвращаются к себе домой. Бен обнаружил Сьюзен, теперь она вампирша. Она предлагает присоединиться к ней, но Бен убивает её. После говорит Марку: «Будут и другие», и Марк отвечает ему: «Пошли». Бен и Марк (как отец и сын) уезжают, потому что другие вампиры охотятся за ними.

## В ролях
- Дэвид Соул — Бен Мейерс
- Джеймс Мэйсон — Ричард Стрейкер
- Лэнс Кервин — Марк Петри
- Бонни Беделиа — Сьюзен Нортон
- Лью Эйрс — Джейсон Бёрк
- Джули Кобб — Бонни Сойер
- Элиша Кук мл. — Гордон Филлипс
- Джордж Дзундза — Калли Сойер
- Эд Флэндерс — Билл Нортон
- Фред Уиллард — Ларри Крокетт
- Бонни Бартлетт — Энн Нортон
- Джеффри Льюис — Майк Райерсон
- Барбара Бэбкок — Джун Петри
- Барни МакФедден — Нед Тиббетс
- Реджи Налдер — Курт Барлоу

## Вдохновение и влияние
Тоуб Хупер, являющийся большим поклонником Альфреда Хичкока, отдал в Салемовом уделе уважение его фильму Психо (1960). Прототипом образа Курта Барлоу, показанного в фильме, послужил граф Орлок из немецкого фильма ужасов Носферату. Симфония ужаса (1922).
Фильм Салемские вампиры внёс значительный вклад в жанр фильмов ужасов про вампиров. Он послужил вдохновением для фильма Ночь страха (1985), а сцена с вампиром-подростком, парящим за окном была повторена в фильме Пропащие ребята (1987) и спародирована в сегменте «Дракула Барта Симпсона» эпизода Симпсонов «Treehouse of Horror IV». «Салемов удел» также послужил одним из основных вдохновений на телевизионный сериал Баффи — истребительница вампиров. Обложка дебютного альбома Opus Eponymous шведской хеви-метал-группы Ghost является отсылкой к постеру фильма.
Создатель телесериала Ганнибал Брайан Фуллер заявил, что сцена из Ганнибала, в которой женщину насадили на оленьи рога, была вдохновлена сценой из Салемова удела, напугавшей его в семилетнем возрасте.

## Сиквелы и прочие адаптации
После успеха фильма, планировалось снять телевизионный сиквел для показа на канале NBC, спродюсированный Ричардом Корбицом и написанный Робертом Блохом. В нём планировалось показать продолжение охоты Бена Мейерс и Марка Петри на вампиров. Но, в конечном счёте сиквел так и не был снят.
В интервью журналу Fangoria, актёр Реджи Налдер, сыгравший Курта Барлоу, признал что разговаривал с создателями фильма о сиквеле, но из этой идеи ничего не вышло. В 1987 году вышел сиквел Возвращение в Салем, снятый режиссёром Ларри Коэном по собственному сценарию. Для постера сиквела использовалось изображение Налдера в роли Курта Барлоу, однако ни один герой или актёр из оригинального фильма в нём не задействован. Налдер заявил, что это его не беспокоит.
В 2004 году американский канал TNT при сотрудничестве с Warner Bros. снял новую адаптацию «Салимова удела». Снятый Микаэлем Саломоном мини-сериал также был поделён на две части продолжительностью как и в фильме 1979 года. В главных ролях снялись Роб Лоу (Бен Мейерс), Дональд Сазерленд (Ричард Стрейкер) и Рутгер Хауэр (Курт Барлоу), а Джеймс Кромвелл сыграл в более существенной роли отца Каллахана, чем в фильме 1979 года.